# Скотт з Антарктики
Скотт з Антарктики (англ. Scott of the Antarctic) — британський фільм 1948 року.

## Сюжет
Історія про британського дослідника Роберта Фолкона Скотта і його злощасної експедиції, в спробі стати першою людиною, що досягла Південного полюса.

## У ролях
| Актор                    | Роль                             |
| ------------------------ | -------------------------------- |
| Джон Міллз               | капітан Роберт Фолкон Скотт      |
| Діана Черчілль           | Кетлін Скотт                     |
| Гарольд Воррендер        | доктор Едвард Адріан Вілсон      |
| Енн Фірт                 | Оріана Вілсон                    |
| Дерек Бонд               | капітан Лоуренс Оутс             |
| Реджинальд Беквіт        | лейтенант Генрі Робертсон Боверс |
| Джеймс Робертсон Джастіс | молодший офіцер Едгар Еванс      |
| Кеннет Мор               | лейтенант Тедді Еванс            |
| Норман Вільямс           | В. Лешлі                         |
| Джон Грегсон             | молодший офіцер Т. Крін          |
| Джеймс МакКехні          | хірург лейтенант Е.Л. Аткінсон   |
| Беррі Леттс              | Апслі Черрі-Джеррард             |
| Денніс Венс              | Чарльз С. Райт                   |
| Ларрі Барнс              | молодший офіцер П. Кохан         |
| Едвард Лісак             | Дімітрі                          |
| Мелвілл Кроуфорд         | Сесіл Мерс                       |
| Крістофер Лі             | Бернард Дей                      |
| Джон Оуерс               | Ф.Дж. Гупер                      |
| Брюс Сетон               | лейтенант Пеннелл                |
| Клайв Мортон             | Герберт Понтінг                  |